# Agapeta zoegana
Листовійка волошкова (Agapeta zoegana) — різновид совок, відомих як жовтокрилі волошкові совки. Використовується як засіб біологічної боротьби зі шкідливими волошками, зокрема волошкою плямистою (Centaurea maculosa) і волошкою розлогою (Centaurea diffusa).
Дорослий метелик яскраво-жовтий з коричневими ділянками на крилах. Його довжина становить близько 11 міліметрів. Задні крила темно-сірі.
Доросла особина живе всього кілька днів, за цей час самка відкладає яйця на стеблах і листках. Личинка, харчується корінням рослин.
|  |  |
|  |  |

Батьківщиною цього метелика є Євразія. До Сполучених Штатів він був завезений починаючи з 1980-х років. Це зменшує поширення рослин у місцях, де механічний та хімічний контроль неможливий. Живе на волошці плямистій та волошці розлогій і не пошкоджує інші рослини.
Літає з травня по серпень з настанням сутінків. Може бути впійманою на світло.

## Зовнішні посилання
- UKmoths
- Профіль біоконтролю Cornell
- Lepiforum.de